# Ospedale Trinité
L'ospedale Trinité è l'ospedale di Port-au-Prince, capitale di Haiti. È gestito da Medici senza frontiere, che vi lavorano nel pronto soccorso e presso altre tre sedi dislocate nella capitale. Vi sono stati trasportati i feriti del crollo della scuola media La Promesse Évangélique (93 morti, 150 feriti) nel 2008 e le vittime del terremoto nel 2010.